# USB sense fil

Logotip USB sense fil

L'USB sense fil és una versió del protocol de comunicació per ràdio sense fil de curt abast i amplada de banda alta del bus sèrie universal (USB) creada pel Wireless USB Promoter Group. No té res a veure amb el Wi-Fi ni amb el Cypress Wireless USB. Va ser mantingut per la WiMedia Alliance, que va cessar les operacions el 2009.
L'USB sense fil es basa en la plataforma de ràdio comuna Ultra-WideBand (UWB) de WiMedia Alliance, que és capaç d'enviar 480 Mbit/s a distàncies de fins a 3 metres (9.8 ft) i 110 Mbit/s a distàncies de fins a 10 metres (33 ft). Està dissenyat per funcionar en els rangs de 3.1 a 10.6. Rang de freqüència de GHz, tot i que les polítiques reguladores locals poden restringir el rang de funcionament legal en alguns països.
L'estàndard ara està obsolet i no s'ha produït maquinari nou durant molts anys, tot i que Android l'ha adoptat per a una senyalització precisa.
El suport per a l'estàndard va ser obsolet a Linux 5.4 i eliminat a Linux 5.7

## Visió general
La justificació d'aquesta especificació va ser l'èxit aclaparador de l'USB com a base per a perifèrics a tot arreu; les raons citades inclouen l'extrema facilitat d'ús i el baix cost, que permeten l'existència d'una arquitectura de ports ràpids bidireccionals omnipresent. La definició de banda ultra ampla (UWB) coincideix molt estretament amb les capacitats i les velocitats de transferència de l'USB (d'1,5 a 12 Mbit/s, fins a 480 Mbit/s per a USB 2.0) i permet una extensió sense fil natural de l'USB a curt abast (3 metres, fins a 10 a una velocitat reduïda de 110 Mbit/s). Tot i això, ja no hi havia cap bus físic per alimentar els perifèrics, i l'absència de cables significa que algunes propietats que normalment es donen per fetes en els sistemes USB s'han d'aconseguir per altres mitjans.
L'objectiu de l'especificació era preservar el model funcional de l'USB, basat en hosts intel·ligents i dispositius amb un comportament simple, alhora que permetia operar en un entorn sense fil i mantenia la seguretat a l'alçada dels nivells oferts pels sistemes cablejats tradicionals. També busca ser comparablement eficient energèticament. Per aconseguir-ho, utilitza un estàndard existent que defineix una capa física adequada i un control d'accés al medi, a través dels quals es pot assolir el rendiment desitjat, i hi afegeix una capa de convergència per fusionar ambdós esforços arquitectònics.
El W-USB es va definir com un bus, tot i que lògic i no físic, que pot connectar simultàniament un host amb diversos perifèrics. L'amfitrió divideix l'amplada de banda disponible mitjançant una estratègia d'accés múltiple per divisió de temps (TDMA). Manté la capacitat de l'USB per gestionar dispositius de manera segura sobre la marxa. Els amfitrions poden comunicar-se amb dispositius situats a una distància de fins a 10 metres.

## Usos
L'USB sense fil tenia usos potencials en controladors de jocs, impressores, escàners, càmeres digitals, reproductors multimèdia portàtils, unitats de disc dur i unitats flash USB. També era adequat per transferir fluxos de vídeo paral·lels, utilitzant USB sobre protocols de banda ultra ampla.

## Desenvolupament
El Grup Promotor de Wireless USB es va formar el febrer de 2004 per definir el protocol Wireless USB. El grup estava format per Agere Systems (ara fusionada amb LSI Corporation), Hewlett-Packard, Intel, Microsoft, NEC Corporation, Philips Semiconductors i Samsung.
El maig de 2005, el Wireless USB Promoter Group va anunciar la versió 1.0 de l'especificació Wireless USB.
El juny de 2006, cinc empreses van mostrar la primera demostració d'interoperabilitat multiproveïdor d'USB sense fil. Es va utilitzar un ordinador portàtil amb un adaptador d'amfitrió Intel que utilitzava un Alereon PHY per transferir vídeo d'alta definició des d'un semiconductor sense fil Philips amb un Staccato Communications PHY, tot utilitzant controladors de Microsoft Windows XP desenvolupats per a USB sense fil.
A l'octubre de 2006, la Comissió Federal de Comunicacions dels Estats Units (FCC) va aprovar els productes USB sense fil Host Wire Adapter (HWA) i Device Wire Adapter (DWA) de WiQuest Communications per a ús exterior i interior. El primer producte minorista va ser enviat per IOGEAR utilitzant silici Alereon, Intel i NEC a mitjans de 2007. Més o menys al mateix temps, Belkin, Dell, Lenovo i D-Link van començar a enviar productes que incorporaven la tecnologia WiQuest. Aquests productes incloïen targetes integrades en ordinadors portàtils o adaptadors per a aquells ordinadors que actualment no inclouen USB sense fil. El 2008, Dell va posar a disposició una nova estació d'acoblament USB sense fil de Kensington. Aquest producte era únic, ja que va ser el primer producte del mercat que admetia vídeo i gràfics a través d'una connexió USB utilitzant la tecnologia de gràfics USB DisplayLink. Kensington va llançar una base d'acoblament universal USB sense fil a l'agost de 2008 per a la connectivitat sense fil entre un ordinador portàtil i un monitor extern, altaveus i perifèrics USB amb cable existents. Imation ha anunciat la disponibilitat d'un nou disc dur extern sense fil durant el quart trimestre del 2008.
El 16 de març de 2009, la WiMedia Alliance va anunciar acords de transferència per a les especificacions de banda ultra ampla (UWB) de WiMedia. WiMedia va transferir les especificacions al Grup d'Interès Especial de Bluetooth (SIG), al Grup de Promotors d'USB sense fil i al Fòrum d'Implementadors d'USB. Després de la transferència de tecnologia, la WiMedia Alliance va cessar les operacions. A l'octubre de 2009, el Grup d'Interès Especial de Bluetooth va abandonar el desenvolupament de la UWB com a part de la tecnologia alternativa MAC/PHY, Bluetooth 3.0/High Speed. Un nombre petit, però significatiu, d'antics membres de WiMedia no havien signat ni volien signar els acords necessaris per a la transferència de la propietat intel·lectual. El grup Bluetooth va desviar la seva atenció de la UWB a 60 GHz.
El 29 de setembre de 2010 es va anunciar la versió 1.1 de l'especificació Wireless USB. Va oferir diverses millores compatibles amb versions anteriors: suport de banda superior UWB per a freqüències 6 GHz i superiors, gestió i consum d'energia millorats i compatibilitat amb NFC i associació basada en proximitat.

## Arquitectura de protocols

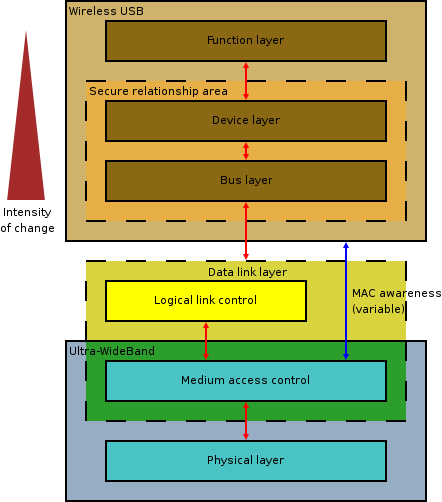
Pila de protocols USB sense fil

Com s'ha esmentat, es conserva el model USB i, en general, es fan petits ajustaments per adaptar-se a les necessitats específiques d'un sistema sense fil. Els canvis són els següents, de dalt a baix:
- La capa de funcions només pateix canvis menors per augmentar l'eficiència i donar suport a l'isocronisme.
- La capa de dispositius inclou funcions de seguretat i gestió de dispositius orientades a la xarxa sense fils.
- La capa de bus no canvia la seva funcionalitat, però s'adapta substancialment per a l'eficiència i la seguretat a les xarxes sense fil.

### Canvis a l'USB
La substitució dels cables de coure a la capa de bus introdueix ambigüitat en l'estat real de les connexions entre dispositius amfitrió i, encara més important, exposa potencialment les comunicacions completament a qualsevol altre dispositiu dins del rang de propagació, mentre que eren raonablement segures a través del cable. Per tant, cal establir una relació segura explícita. Per això, les capes de bus i dispositiu incorporen els recursos necessaris per al seu ús per part de la capa de funcions. Cada transmissió W-USB està xifrada per la capa de bus sense perjudicar la comunicació horitzontal de capa a capa.
El bus segueix un mètode d'enquesta basat en TDMA supervisat per l'amfitrió. Una transferència està formada per tres parts: un token, unes dades i una encaixada de mans. Per raons d'eficiència, es poden agrupar diversos tokens que contenen informació de temps per als dispositius en un de sol, formant així grups de transaccions. El control de flux i les mides dels paquets s'ajusten per a l'eficiència energètica, respectant alhora el model de canonada d'alt nivell de comunicació entre l'origen i la destinació.
Fins i tot preservant les taxes d'error típiques del model USB en els mitjans sense fil calen modificacions en els mecanismes utilitzats per aconseguir aquest model: entre d'altres, les protocols de connexió de dades i l'emmagatzematge en memòria intermèdia.
UWB defineix tant les capes PHY com les MAC, que s'han d'integrar en el model W-USB. En particular, MAC s'uneix amb la subcapa de control d'enllaç lògic (LLC) per formar la capa d'enllaç, responsable del xifratge/desxifratge, la gestió d'errors PHY i la sincronització, mentre que PHY en si cobreix la correcció de les capçaleres, no de les càrregues útils.
La capa MAC és particularment rellevant per al W-USB. Utilitza supertrames dividides en 256 franges horàries, les primeres de les quals estan dedicades a la transferència d'informació de balisa. A més, es poden assignar ranures per satisfer les necessitats de clústers de dispositius, també identificats per MMC (vegeu més avall). Un host manté un o més canals de comunicació W-USB i coneix plenament la capa MAC, mentre que un dispositiu només necessita utilitzar la interfície W-USB definida per comunicar-se a través dels canals existents.
Hi ha tres graus de consciència MAC en els dispositius. El més alt d'aquests correspon a un dispositiu d'autobalisització, que és capaç de realitzar balises per si sol. El grau següent representa els dispositius de balisa dirigida, que desconeixen les trames MAC i tenen capacitats de balisa limitades, depenent de l'amfitrió per detectar i balisar els dispositius propers. Finalment, hi ha dispositius que no són de balisa, que tenen una capacitat molt limitada per transmetre i rebre; d'altra banda, els dispositius que no són detectables per l'amfitrió no es poden veure afectats per aquests dispositius, ni tampoc els poden afectar.
Per tant, els dispositius que no són de balises només poden funcionar molt a prop de l'amfitrió. Els dispositius de balises dirigides i autobalises han de ser capaços d'identificar els seus veïns ocults, cosa que fan emetent balises. Per la seva banda, els amfitrions gestionen els temporitzadors globals amb la precisió que requereix el suport físic (20 ppm). L'hora del canal s'envia dins de les MMC i s'utilitza per a l'assignació d'intervals, per la qual cosa és important que els hosts realitzin un beaconing precís. Els dispositius també poden fer declaracions de reserva de beacons.
El superframe inclou franges horàries de notificació de dispositius per a transferències asíncrones iniciades pels dispositius (que no utilitzen canonades, sinó que accedeixen directament a la capa de bus); l'amfitrió assigna dinàmicament franges horàries segons calgui. A més d'això, les transaccions W-USB entre l'amfitrió i els punts finals es duen a terme com en USB.

## Arquitectura de transport de dades
Les transaccions utilitzen microplanificació TDMA tot respectant la semàntica USB. Un protocol de transacció dividida s'utilitza per permetre que es duguin a terme diverses transaccions simultàniament. Això està relacionat amb el concepte de grup de transaccions, que consisteix en una ordre de gestió microprogramada (MMC) i franges horàries assignades per a l'execució de la càrrega de treball associada.
Les transferències de dades sense fil solen comportar una despesa general molt important; per mitigar-ho, el W-USB les substitueix per la fase de dades en mode ràfega, que agrupa un o més paquets de dades, cosa que redueix els delimitadors de paquets i els buits de separació, en contrast amb la regla de l'USB d'un paquet de dades per transacció. L'abast en què s'aplica aquesta pràctica es pot ajustar, cosa que resulta en un grau variable d'equitat entre dispositius de la competència.
L'especificació defineix quatre tipus particulars de transferència de dades; les seves característiques identificatives es resumeixen aquí.
- Les transferències massives aprofiten el canal a mesura que hi ha amplada de banda disponible. El lliurament està garantit, però ni la velocitat de transferència ni la latència ho estan, tot i que l'amfitrió pot intentar aprofitar les transferències o els punts finals pendents. S'utilitzen per a transferències d'alt volum que presenten un comportament variable en el temps. Utilitzen canonades unidireccionals.
- Les transferències d'interrupció serveixen per a transaccions curtes que requereixen una alta fiabilitat i una baixa latència. Es garanteix el període màxim de servei, així com un nombre de reintents durant aquest període.
- Les transferències isòcrones proporcionen taxes de transferència garantides i una latència limitada per als intents de transmissió, així com una velocitat de dades constant mitjana (tot i que depèn del medi, generalment comparable a les taxes assolibles mitjançant USB amb cable). També hi ha almenys un reintent garantit durant el període de servei i admet una fiabilitat addicional contra ràfegues d'errors afegint retard al flux segons la capacitat d'emmagatzematge intermedi; es poden ajustar les mides de la càrrega útil. Tot i això, pot ser necessari descartar les dades més antigues dels buffers (el receptor pot ser informat de la quantitat d'informació descartada mentre el canal no és utilitzable). Els amfitrions només descartaran les dades si el temps de presentació d'un paquet expira.
- Les transferències de control són les mateixes que a l'USB 2.0. El sistema utilitza una política de millor esforç, però el programari pot restringir l'accés al canal i l'amplada de banda disponible per als dispositius.

La gestió de l'energia també pot afectar el transport de dades, ja que els dispositius poden controlar el seu consum d'energia al seu criteri. El fet que el protocol de comunicacions estigui basat en TDMA significa que tant l'amfitrió com els dispositius saben exactament quan no es requereix la seva presència i poden utilitzar això per entrar en modes d'estalvi d'energia. Els dispositius poden apagar les seves ràdios de manera transparent per a l'amfitrió mentre mantenen les seves connexions. També es poden desactivar durant períodes prolongats si ho notifiquen prèviament a l'amfitrió, ja que ignoraran totes les comunicacions d'aquest amfitrió. Finalment, el dispositiu activarà el procediment de reactivació i comprovarà si hi ha treball pendent.
Al seu torn, l'amfitrió normalment apagarà la ràdio quan no la necessiti. Si decideix aturar el canal, estar temporalment o entrar en estat d'hibernació o apagat, ha de notificar-ho als dispositius abans de fer-ho.